# 로이드 벤슨
로이드 밀라드 벤슨 주니어(영어: Lloyd Millard Bentsen Jr., 1921년 2월 11일 ~ 2006년 5월 23일)는 미국의 민주당 정치인으로 1988년 마이클 듀카키스 공천 후보에 부통령 후보자였다.  그는 또한 1949년부터 1955년 텍사스주 연방 하원을 지내기도 했다.  자신의 이후의 정치 일생에 그는 상원 재정 위원회의 의장과 빌 클린턴 행정부의 초기 세월 동안 재무장관 (1993년 ~ 1994년)이었다.

## 초기 세월
덴마크 이민자들의 자손으로 텍사스주 미션에서 로이드 밀러드 벤슨 1세와 에드나 루스 콜배스에게 태어난 벤슨은 이글 스카우트이자 보이 스카우츠 오브 아메리카의 저명 이글 스카우트 상의 수상자였다.  그는 1942년 텍사스 대학교 오스틴 졸업에 1945년까지 미국 육군 항공대에 복무하였다.  브라질에서 정보 업무에 졸병으로 잠시 복무 후, 그는 조종사가 되었고 1944년 초순에 제499 폭격단과 남부 이탈리아로부터 B-24기들에 제2차 세계 대전 비행 전투 임무를 시작하였다.  23세의 나이에 그는 소령의 계급으로 진급되었고 600명으로 이루어진 편대를 지휘하여 15명의 폭격군들, 그들의 승무원들과 정비 부대들의 작전들을 감시하였다.
전투의 15개월에 벤슨은 나치스의 전쟁 생산에 결정적이었던 루마니아에 있는 플로이에슈티 유전들을 포함한 고도의 방어 목표들을 상대로 35개의 임무를 비행하였다.  제499 폭격단이 배정을 받은 제15 공군은 유럽 대륙에 독일의 연료 자원의 대략 절반에 해당하는 그 범위 안에서 석유 생산의 전체를 파괴한 것으로 인정되었다.  벤슨 소령의 부대는 또한 독일, 이탈리아, 오스트리아, 체코슬로바키아, 헝가리, 루마니아와 불가리아에 있는 통신 센터, 비행기 공장과 산업 목표들을 상대로 비행하였다.  벤슨은 싱글 작전의 후원에서 폭격 급습에 참가하였고 남부 프랑스에서 상륙을 위한 준비에서 강한 표적들을 향하여 폭격기를 날렸다.
벤슨은 비행에서 성취 혹은 영웅주의로 육군 항공대와 이제 미국 공군의 최고 표창들 중의 하나인 수훈 비행 십자장이 수여되었다.  그것에 추가로 벤슨은 3개의 오크 트리 클러스터들과 함께 에어 메달이 수여되었다.  에어 메달과 각각의 3개의 후속 클러스터 상은 전투 임무들의 특정한 수들을 완료한 것으로 수여되었다.  자신의 군사 복무를 완료하기 전에 그는 예비 공군에서 대령의 계급으로 진급되었다.

## 초기 정치 경력
전쟁 후에 벤슨은 자신의 고향 리오 그란데 밸리로 돌아갔다.  그는 1946년부터 1955년까지 자신의 고향 지역의 주민들을 섬겼는 데 연방 하원에서 3개의 성공적인 기간들을 지내기 전 처음에 이달고 카운티 판사를 지냈다.  연방 하원을 자신의 3개 선거 운동들의 각각에 벤슨은 총선에서 반대되지 않았다.  연방 하원으로서 앉아있는 동안 벤슨은 만약 북한이 38선의 북부로 후퇴하지 않는다면 북한의 도시들에 핵무기 사용을 주창하였다.  1954년 그는 재선을 추구하는 데 거절하였고 비지니스에서 성공적인 경력이 되는 것으로 입문하였다.

## 비지니스 경력
16년 동안 벤슨은 휴스턴에서 금융 부문에서 일하였다.  그는 성공적이었고 재정적으로 매우 안전해졌다.  1970년에 그는 금융 지주 기관 링컨 컨솔리데이티드 (Lincoln Consolidated)의 사장이 되었다.

## 정계 복귀
1970년 미국 상원에서 텍사스주의 의석을 위하여 민주당 후보 지명을 위하여 자유주의적 현직 상원 랠프 야보러를 꺾은 자신의 성공적인 기본적 선거 운동에 이어 벤슨은 전체의 관리직과 이사직을 사임하였다.
그해 후순에 벤슨은 자신이 의원이자 훗날의 대통령 조지 H. W. 부시와 맞서 싸웠을 때 총선을 이기러 갔다.  선거의 밤에 벤슨은 부시를 설득력있게 꺾었다.

## 1976년 대통령 선거 운동
1974년에 시작에 벤슨은 민주당의 1976년 대통령 후보 지명을 위한 선거 운동을 벌였다.  1974년 그는 30개의 주들을 방문하여 텍사스주에서 단일 모금에 350,000 달러를 모았다.  벤슨은 1975년 2월 17일 자신의 출마를 공식 선언하였고 연초에 자신의 선거 운동을 위하여 1백만 달러 이상을 이미 모았으며, 앨라배마주의 조지 월리스와 워싱턴주의 헨리 M. 잭슨 만이 그 시점까지 더 많은 돈을 모았다.  벤슨은 국가 차원에서 효과적으로 정리하지 못했고 많은 관찰자들은 신입 상원이 후보 지명을 얻는 아무 희망 없이 출마하면서 대신 부통령 후보 지명을 확보하는 데 희망하고 있었다고 믿었다.
월리스와 잭슨은 벤슨이 호소할 보수적 투표인들에게 온건파를 위한 2명의 주요 경쟁자들로 숙고되었으며 선거 운동 초기에 몇몇은 조지아주의 지미 카터도 그 단체에 효과적으로 호소하고 있던 것을 예견하였다.
1975년 10월까지 여론 조사에서 국가적 관심 혹은 중요성을 거의 일으키지 않은 벤슨은 8개에서 10개의 주들의 지역들에서 자신의 선거 운동을 제한된 노력으로 축소하여 교착 상태의 대회를 희망하였다.  첫 주의 경연에서 벤슨은 격렬하게 이의를 제기하여 미시시피주에서 투표의 1.6 퍼센트 만을 관리하였다.  2주 후에 벤슨은 이웃하는 오클라호마주에서 자신의 선거 운동과 자원들의 나머지를 걸었으나 12 퍼센트 만으로 3위를 하였다.  며칠 후에 벤슨은 자신의 전국적인 선거 운동을 종료하여 텍사스주의 좋아하는 아들로서만 경주에 머물었다.  하지만 1976년 5월 1일 주요 후보 지미 카터는 텍사스주의 98명의 의원들 중에 92명을 얻었다.  결국적인 후보이자 대통령 카터는 이후에 자신이 벤슨의 훨씬 더 강한 모습을 기대했으나 선거 운동으로 벤슨의 실패는 국가적으로 그의 희망들을 끝냈다는 것을 말하면서 인용하였다.

## 상원 경력
워싱턴 D. C.에서 단단히 자리잡은 벤슨은 1976년, 1982년과 1988년 연방 상원으로 압도적으로 재선되었다.  그는 1970년 부시를 포함하여 자신의 전체 4개의 상원 선거들에서 "안전한" 하원 의석들로부터 앉아있던 공화당 의원들을 꺾었다.  1976년 그는 댈러스의 앨런 스틸먼의 경력을 끝냈다.  1982년 그는 댈러스의 제임스 M. 콜린스를, 1988년에는 애머릴로의 보 보울터를 꺾었다.  벤슨은 또한 그해 민주당 부통령 후보 지명자로서 투표에 있었으며 그는 1960년 "존슨법" 아래 둘다의 직무들을 추구할 수 있었다.
벤슨은 온건적인 민주당원으로 알려졌다.  낙태, 평등권 수정과 민권을 위한 그의 후원은 공공 학교의 기도, 사형, 감세와 산업 규제 완화에 관한 그의 배서에 의하여 균형이 이루어졌다.  그는 정통적으로 경제 정책의 분야에서 비지니스 이익을 지지하여 상원 재정위원회에 무시무시한 세력으로 급부상하였다.
온건적인 민주당원으로서 벤슨의 평판은 랠프 야보러의 지지자들 뿐만 아니라 현저한 국가 자유주의자들로부터 자신을 소외시키는 역할을 했다.  물론 1970년 상원 경주가 열린 동안 케인스학파 경제학자 존 케네스 갤브레이스는 부시를 지지하여 만약 벤슨이 상원으로 선출되었다면 그는 새롭고 더욱 보수적인 텍사스주 민주당의 변함없는 얼굴이 될 것이며 텍사스주 자유주의의 장기적 이익이 벤슨의 패배를 요구했던 것을 주장하였다.

## 1988년 부통령 후보
1988년 매사추세츠주지사 마이클 듀카키스는 그해의 대통령 선거에서 자신의 러닝메이트로 벤슨을 선택하였다.  벤슨은 텍사스주와 민주당원들을 위한 선거인 투표를 확보하는 데 많은 부분에 선택되었다.  선출된 정치에서 더욱 경험을 가진 연장자 정치인들에 관한 벤슨의 지위 때문에 많은이들은 듀카키스의 벤슨을 자신의 러닝메이트로 선택이 실수였으며 공천 후보에 두번째가 듀카키스보다 더욱 "대통령적"으로 나타난 것으로 믿었다.  웨스트버지니아주에서 1명의 선거인 마저 투표에서 듀카키스보다 그를 위하여 투표하여 그에게 대통령을 위한 하나의 선거인 투표를 주었다.
그는 공화당 부통령 후보 댄 퀘일과 자신의 텔레비전 토론이 열린 동안 선거 운동의 가장 가장 기억에 남는 순간 중 하나를 담당하였다.  퀘일은 존 F. 케네디가 직무를 위하여 나갔을 때 자신이 케네디 만큼 더욱 정치적 경험을 가진 것을 지적하였다.  벤슨은 "상원, 난 잭 케네디와 봉사했다.  난 잭 케네디를 알아요.  잭 케네디는 나의 친구요.  상원, 당신은 잭 케네디가 아니요."면서 반박으로 반격하였다.  이 일은 퀘일이 대신 듀카키스를 공격하는 데 대부분의 시간을 보내면서 토론에서 퀘일이 벤슨에게 응답한 몇 안 되는 시간 중 하나이다.
듀카키스 - 벤슨 공천 후보는 선거를 패하였다.  부시와 퀘일이 56 퍼센트를 가져간 동안 듀카키스를 위한 텍사스주 투표의 43 퍼센트와 함께 벤슨은 자신의 고향 주를 휘두를 수 없었다.
자신의 위상이 높아진 벤슨은 1992년 대통령을 위하여 나가는 게 숙고되었으나 많은 민주당원들과 더불어 그는 걸프 전쟁의 결과로 명백한 인기 때문에 물러갔다.  벤슨이 자신의 회원직을 취소했을 때 그때 동안 논쟁이 일어났으나 그러고나서 백인 만의 컨트리 클럽에 재가입하였다.

## 재무장관
그는 1993년부터 1994년까지 빌 클린턴 대통령 아래 69대 재무장관으로 지내는 대 1993년 1월 20일 상원으로부터 사임하였다.  재무장관을 지낸 동안 벤슨은 친기업과 적자 감소 경제 정책들을 상대적으로 추구하는 데 성공적으로 클린턴을 촉구하였다.  클린턴의 자신의 내각을 위하여 벤슨의 선택은 벤슨의 기간에서 남은 1년 반 동안 1993년 6월 공화당원 케이 베일리 허치슨이 특별 선거를 이겼을 때 어떤 민주당원들에 의하여 비판을 받았다.  재무장관으로서 벤슨은 의회를 통하여 클린턴의 첫번째 예산을 인도하는 데 도움을 주었다.
이듬해 12월 22일 재무장관으로서 사임하였다.  1999년 클린턴 대통령은 벤슨에게 대통령 자유 훈장을 수여하였다.

## 이후의 세월
1998년 벤슨은 이동성을 위하여 자신을 휠체어를 필요로 하는 것으로 놓은 2회의 뇌졸중을 겪었다.  그는 백악관에서 빌과 힐러리 클린턴의 초상화 공개에서 2004년의 여름에 나왔다.
텍사스주에서 I-35부터 I-45까지 (각각 러레이도와 휴스턴 사이) U.S. 고속도로 59의 270 마일은 공식적으로 "세너터 로이드 벤슨 고속도로"로 이름이 붙었다.
벤슨의 가족은 정치에서 지속적으로 활동 중이다.  그의 조카 켄 벤슨 주니어는 텍사스주 제25선거구에서 연방 하원 (1995년 ~ 2003년)이자 2002년 연방 상원 후보였다.  그의 손자 로이드 벤슨 4세는 2004년 미국 대통령 선거를 위한 존 케리의 선거 운동 동안 케리의 사전 직원에 봉사하였다.
2006년 5월 23일 휴스턴에 있는 저택에서 85세의 나이로 사망하였다.  그는 자신의 부인 베릴 앤 롱기노, 3명의 자녀와 몇몇의 손자, 손녀들에 의하여 살아남았다.  그의 장례식은 5월 30일 휴스턴의 퍼스트 장로 교회에서 열렸다.  벤슨의 가까운 친구였던 빌 클린턴 전 대통령이 추도사를 전하였다.

## 역대 선거 결과
| 선거명      | 직책명                       | 대수  | 정당   | 득표율  | 득표수 (선거인단)    | 결과 | 당락                   |
| ----------- | ---------------------------- | ----- | ------ | ------- | -------------------- | ---- | ---------------------- |
| 1948년 선거 | 하원의원 (텍사스 제15선거구) | 80대  | 민주당 | 100.00% | 2,396표              | 1위  | 텍사스주 하원의원 당선 |
| 1948년 선거 | 하원의원 (텍사스 제15선거구) | 81대  | 민주당 | 100.00% | 27,402표             | 1위  | 텍사스주 하원의원 당선 |
| 1950년 선거 | 하원의원 (텍사스 제15선거구) | 82대  | 민주당 | 100.00% | 18,524표             | 1위  | 텍사스주 하원의원 당선 |
| 1952년 선거 | 하원의원 (텍사스 제15선거구) | 83대  | 민주당 | 100.00% | 63,723표             | 1위  | 텍사스주 하원의원 당선 |
| 1970년 선거 | 상원의원 (텍사스 제1부)      | 92대  | 민주당 | 53.34%  | 1,226,568표          | 1위  | 텍사스주 상원의원 당선 |
| 1976년 선거 | 상원의원 (텍사스 제1부)      | 95대  | 민주당 | 56.78%  | 2,199,956표          | 1위  | 텍사스주 상원의원 당선 |
| 1982년 선거 | 상원의원 (텍사스 제1부)      | 98대  | 민주당 | 58.59%  | 1,818,223표          | 1위  | 텍사스주 상원의원 당선 |
| 1988년 선거 | 상원의원 (텍사스 제1부)      | 101대 | 민주당 | 59.17%  | 3,149,806표          | 1위  | 테네시주 상원의원 당선 |
| 1988년 선거 | 미국의 부통령                | 44대  | 민주당 | 45.65%  | 41,809,485표 (111명) | 2위  | 낙선                   |